# تپه قلعه شیخ شریک
تپه قلعه شیخ شریک مربوط به دوران‌های تاریخی پس از اسلام است و در شهرستان بوئین‌زهرا، روستای حجیب واقع شده و این اثر در تاریخ ۵ آذر ۱۳۸۰ با شمارهٔ ثبت ۴۴۱۳ به‌عنوان یکی از آثار ملی ایران به ثبت رسیده است.